# Даленбург
Даленбург (нем. Dahlenburg) — община в Германии, в земле Нижняя Саксония.
Входит в состав района Люнебург. Подчиняется управлению Даленбург. Население составляет 3356 человек (на 31 декабря 2010 года). Занимает площадь 49,85 км².

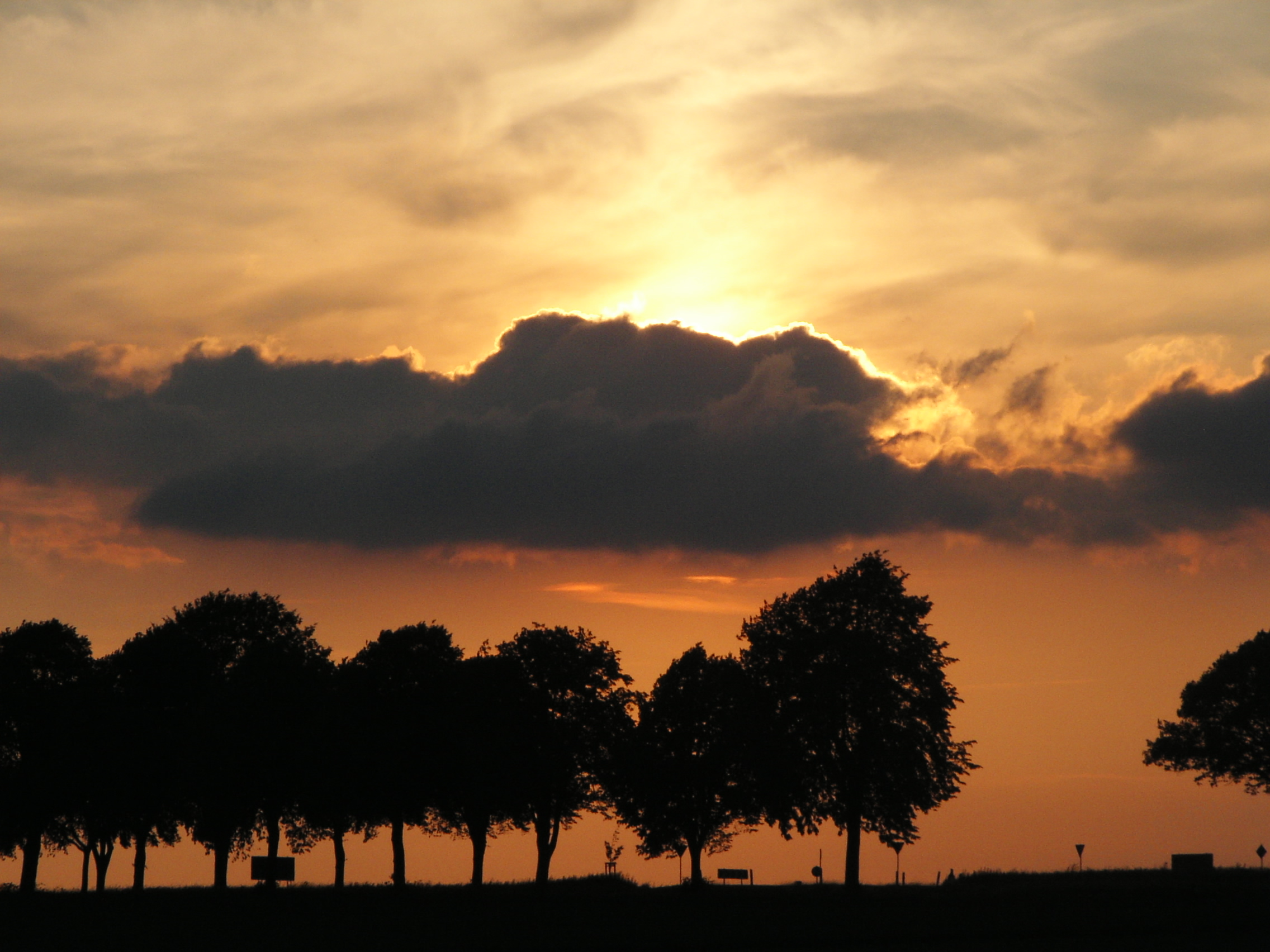
Даленбург